# Erik Hjorth
Johan Erik Hjorth, född 23 februari 1871 i Stockholm, död där 16 december 1948, var en svensk företagare och kommunalpolitiker.
Erik Hjorth var son till sjökaptenen Johan Christian Hjorth. Han anställdes vid AB Skånska Cementgjuteriets ingenjörskontor 1891 och var extra elev vid Tekniska högskolan 1897–1898. Han blev disponent vid AB Skånska cementgjuteriets stockholmsavdelning 1903 och var vice VD i bolaget 1914–1916. Från denna tid var Hjort VD i ett par av Stockholms större företag inom byggnadsmaterial- och husbyggnadsbranschen, bland annat i Betongbyggnadsaktiebolaget Tre kronor 1916–1930 och Fastighets AB Hufvudstaden 1918–1928. 1923–1928 var han VD i AB Lidingöstaden, AB Lidingö villastad och Lidingö trafik AB. Hjorth gjorde sig även känd inom olika arbetsgivarorganisationer och medverkade vid avtalsförhandlingar. Han tillhörde Centrala arbetsgivareförbundet som dess vice ordförande 1903–1911 och ordförande 1911–1918, var ordförande i Cementarbetsgivareföreningen 1902–1918 samt blev ledamot av Svenska Arbetsgivareföreningens förtroenderåd och Nordiska arbetsgivareföreningens permanenta utskott 1912. Som invald av högern tillhörde Hjorth Stockholms stadsfullmäktige 1909–1917 och 1927–1933. Han medverkade i styrelsen för olika kommunala företag i Stockholm och tillhörde ledningen för kyrkliga med flera stiftelser och organisationer i staden. Dessutom var Hjorth ordförande i Stockholms luftvärnsförening 1926–1934 och Lidingö skytteförening 1920–1944.